# Cassone

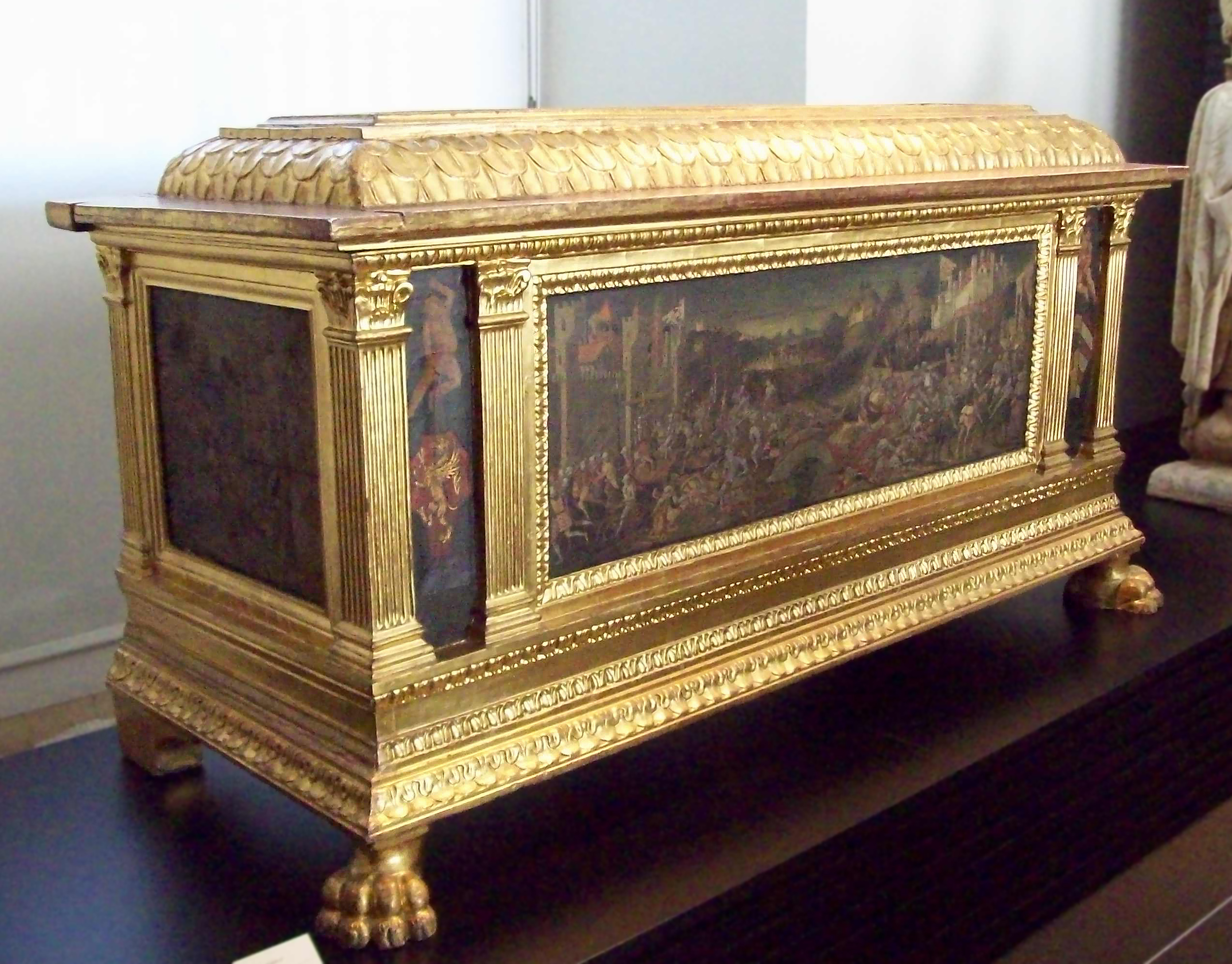
Florencka cassone z XV w.

Cassone (z wł. cassa – kufer, skrzynia; l. mn. cassoni) – niska, prostokątna, ozdobna skrzynia, przeważnie drewniana – charakterystyczny mebel włoskiego renesansu, zwłaszcza w Sienie i Florencji.
Służyła do przechowywania odzieży, przedmiotów codziennego użytku, biżuterii lub posagu. Wykorzystywana była też do siedzenia, jako stół lub kufer podróżny. Tradycyjnie darowano ją z okazji ślubu. Ozdabiana była intarsją, dekoracją malarską (m.in. Paolo Uccello, Sandro Botticelli i Andrea Schiavone)  lub rzeźbiarską oraz złoceniami. Z czasem, po dodaniu poręczy i oparcia, przekształciła się w cassapancę. W XVII w. wyparta została przez szafy, komody i kredensy.